# Chiêu Diêu
Chiêu Diêu (tiếng Trung: 招摇, tiếng Anh: The Legends) là một bộ phim truyền hình cổ trang kiếm hiệp huyền huyễn Trung Quốc, được chuyển thể từ cuốn tiểu thuyết cùng tên của tác giả Cửu Lộ Phi Hương, với sự tham gia của dàn Diễn viên tiềm năng: Hứa Khải, Bạch Lộc, Tiêu Yến, Đại Húc,... Phim được khai máy vào ngày 27/10/2017 và đóng máy vào 12/02/2018. Đầu năm 2019, phim được chiếu trên đài Hồ Nam và được phát sóng độc quyền trên trang mạng IQIYI của Trung Quốc với 4,8 tỷ lượt xem online và luôn nằm trong top đầu ratings của khung thời gian lên sóng phim. Ở Việt Nam, phim được FPT Play mua bản quyền và phát sóng song song với tốc độ bên Trung Quốc. Sau đó, kênh HTV7 cũng chính thức mua bản quyền phát sóng lồng tiếng từ ngày 29/3/2019 vào lúc 17h00 từ thứ 2 – thứ 6 hàng tuần.
Bộ phim đã thu hút và nhận được đánh giá tích cực từ khán giả về các nhân vật độc đáo và các yếu tố hài, cũng như cốt truyện lãng mạn thú vị, đặc biệt là phản ứng hoá học quá đỗi mạnh mẽ và ngọt ngào của "Diêu Lan phu phụ" (Hứa Khải - Bạch Lộc).

## Cốt truyện
Chiêu Diêu xoay quanh Nữ ma đầu Lộ Chiêu Dao (Bạch Lộc) là môn chủ của Vạn Lộ Môn. Lúc sống nàng ta hoành hành ngang ngược khiến hai giới tiên ma vừa nghe tên đã khiếp sợ. Trong một lần xuống núi Chiêu Dao cứu được tiểu tử Mặc Thanh (Hứa Khải). Trong lúc nàng sắp lấy được ma khí thượng cổ Vạn Quân Kiếm thì bị Mặc Thanh vô tình sát hại. Bản thân Chiêu Dao lúc sống thì tự cao tự đại vang danh giang hồ, đến khi chết lại chết trong tay kẻ mình đã cứu trở thành một hồn ma nghèo kiết xác không ai ngó ngàng. Những năm đó cũng chỉ có mình Mặc Thanh đến thăm mộ nàng, còn mang cho nàng không ít hoa quả tươi. Nhưng trong lòng Chiêu Dao vẫn mang mối hận sát thân do Mặc Thanh gây ra. Năm năm sau, tình cờ một người con gái tên Cầm Chỉ Yên (Tiêu Yến) - là đệ tử tiên môn đập đầu vào bia mộ nàng tự tử. Lộ Chiêu Dao mượn thân xác Cẩm Chỉ Yên trọng sinh, nhưng trớ trêu nàng chỉ nhập được vào người Cầm Chỉ Yên buổi tối. Sau khi trọng sinh trở về, Lộ Chiêu Dao phát hiện Mặc Thanh đã làm cho Vạn Lục Môn càng ngày càng lớn mạnh hơn. Lộ Chiêu Dao bèn dùng thân xác của Chỉ Yên che giấu thân phận, lợi dụng tình cảm của Mặc Thanh, một mặt báo thù hắn, mặt khác lại xúi giục hắn làm nhiều chuyện độc ác nguy hiểm đến tính mạng. Thế nhưng đối diện với tình cảm của Mặc Thanh, nàng dần dần dao động mục đích ban đầu. Cuối cùng, Lộ Chiêu Diêu cùng Mặc Thanh hợp lực đánh bại Lạc Minh Hiên giả nhân giả nghĩa, vạch trần bộ mặt thật của hắn cho hậu thế. Sau trận đại chiến, hai người cũng đến bên nhau.

## Diễn viên

### Diễn viên chính
| Diễn viên | Nhân vật                | Giới thiệu |
| --------- | ----------------------- | --- |
| Bạch Lộc  | Lộ Chiêu Dao            | Sinh ra là một nữ ma đầu khiến tiên ma hai giới đều khiếp sợ, là môn chủ của Vạn Lục Môn. Lộ Chiêu Dao hành sự kiêu ngạo, tính cách hài hước, kì thực tâm vẫn hướng về chính nghĩa. Sau khi chứng kiến cảnh ông nội của mình bị sát hại bởi những kẻ bất chính, cô đã thành lập nên Vạn Lục Môn, vận dụng sức mạnh của mình để chống lại kẻ thù. |
| Hứa Khải  | Lệ Trần Lan / Mặc Thanh | Con trai của lão Ma Vương, tính cách ẩn nhẫn. Được Lộ Chiêu Dao cứu khi bị mười đại tiên môn vây công, được cô đặt tên là Mặc Thanh. Lúc Lộ Chiêu Dao cướp kiếm Vạn Quân, lực lượng bị phong ấn trong cơ thể Lệ Trần Lan được giải khai, sau đoạt kiếm Vạn Quân, trở thành môn chủ Vạn Lục Môn kế nhiệm.                                         |
| Đại Húc   | Khương Vũ               | Kẻ mới nổi lên trong giới ma đạo, hành sự gian tà, thủ đoạn hung ác. Thần tượng của hắn là Lộ Chiêu Dao, mục tiêu của hắn là đoạt Vạn Lục Môn, giết Lệ Trần Lan. Chiếm cứ thành Phong Châu ở ranh giới tiên ma, gặp Lộ Chiêu Dao, bị thu hút bởi phong cách của nàng, liền bày mưu liên thủ đối phó Lệ Trần Lan.                                 |
| Tiêu Yến  | Cầm Chỉ Yên             | Đệ tử tiên môn, tính cách dịu dàng mà cứng cỏi. Phụ thân nàng bị người trong tiên môn làm hại, nàng bèn một lòng muốn đi Vạn Lục Môn tu ma để báo thù. Tình cờ gặp gỡ nguyên thần Lộ Chiêu Dao, bèn bị Lộ Chiêu Dao ban đêm mượn thân thể dùng tạm, gây ra bao hoang mang cho chúng ma tu.                                                       |

### Diễn viên khác
| Tên               | Vai diễn         | Ghi chú |
| ----------------- | ---------------- | --- |
| Doãn Vũ Hàng      | Lâm Tử Dự        | vệ trưởng Vạn Lộ Môn, một lòng trung thành với Lộ Chiêu Diêu, khi Lộ Chiêu Diêu chết thì đi theo Lệ Trần Lan rồi nảy sinh tình cảm, sinh ghen tuông với Lộ Chiêu Diêu và cấu kết với Tông Môn. |
| Dương Trạch       | Liễu Thương Lãnh | Người yêu của Cầm Chỉ Yên |
| Mễ Lộ             | Liễu Tô Nhược    | Thánh Chủ Tông Môn,vì hồi sinh Kim Tiên Lạc Minh Hiên mà làm mọi cách kể cả sát hại người trong môn phái. |
| Lưu Quang Tường   | Lạc Minh Hiên    | Kẻ thù kiêm tình cũ của Chiêu Dao, chồng của Liễu Tô Nhược. Miệng luôn nói vì chính đạo nhưng lại thẳng tay giết những người sinh ra là ma dù cho họ có thiện hay ác. |
| Lý Tử Phong       | Cầm Thiên Huyền  | Đại bá phụ của Cầm Chỉ Yên. Có thể xem như " cha đẻ" của Khương Vũ |
| Hướng Hạo         | Cố Hàm Quang     | Đệ tử Hư Tông Môn - Nam Sơn chủ của Nhạn Lộ Môn,y thuật tuyệt đỉnh,được xưng "Diêm Vương Sầu" đuoc đồn đại là người bệnh chỉ cần người bệnh chưa tắt thở là hắn có thể cứu sống.Vì cứu người yêu là Thẩm Thiên Cẩm nên đến mượn công pháp của Lộ Chiêu Diêu và phải lại Nhạn Lộ Môn làm y sư cả đời.Sau này bị sư huynh hãm hại,chết trong địa lao vì không có công cụ để tự chữa trị cho mình. |
| Võ Lân            | A Đại            | Thành viên Ám La Vệ |
| Đinh Dã           | Tư Mã Dung       | Tây Sơn Chủ |
| Hạ Thiêm          | Trì Thiên Minh   | |
| Trương Hâm        | Lộ Thập Thất     | Đông Sơn Chủ,cô nhi được Lộ Chiêu Dao mang về nuôi, một lòng trung thành với Lộ Chiêu Dao,không có nội công nhưng sức mạnh kinh người,tính tình ngây thơ |
| Vu Đồng           | Thẩm Thiên Cẩm   | Người yêu Cố Hàm Quang |
| Diệp Tư Vĩ        | Cẩm Tú Công tử   | |
| Phó Già           | Viên Kiệt        | Bắc Sơn Chủ, phản tặc Vạn Lộ Môn |
| Trương Thần Quang | Chiêu Mỗ Gia     | |
| Cung Hải Tân      | Hùng Thiên       | |

## Đón nhận
Bộ phim đã nhận được đánh giá tích cực từ khán giả nhờ các nhân vật độc đáo và yếu tố hài hước, cũng như cốt truyện lãng mạn thú vị. Nó cũng được ca ngợi vì sự giới thiệu và nhấn mạnh vào các nhân vật nữ mạnh mẽ, cũng như cốt truyện tích cực và đầy cảm hứng. Bộ phim đứng đầu xếp hạng truyền hình trong khoảng thời gian phát sóng.

## Phát sóng
| Quốc gia                  | Kênh           | Thời gian phát sóng |
| ------------------------- | -------------- | ------------------- |
| Trung Quốc                | Hồ Nam TV      | 28 tháng 1 năm 2019 |
| Trung Quốc                | IQIYI          | 28 tháng 1 năm 2019 |
| Đài Loan                  | IQIYI Đài Loan | 28 tháng 1 năm 2019 |
| Việt Nam                  | FPT Play       | 18 tháng 3 năm 2019 |
| Việt Nam                  | HTV7           | 29 tháng 3 năm 2019 |
| Malaysia Singapore Brunei | Dimsum         | 4 tháng 4 năm 2019  |
| Malaysia                  | 8TV            | 14 tháng 5 năm 2019 |
| Nhật Bản                  | LalaTV         | 19 tháng 5 năm 2020 |
| Nhật Bản                  | BS12 TV        | 7 tháng 9 năm 2020  |

## Nhạc phim
| STT | Nhan đề                            | Phổ lời        | Phổ nhạc         | Ca sĩ                  | Thời lượng |
| --- | ---------------------------------- | -------------- | ---------------- | ---------------------- | ---------- |
| 1.  | "Chiêu Dao - 招摇" (Nhạc chủ đề)   | Mạnh Linh Nam  | Hồ Sa Sa         | Trần Sở Sinh, Hồ Sa Sa | 03:07      |
| 2.  | "Đường xa xăm - 路之遥" (Nhạc kết) | Lâm Kiều       | Trần Tuyết Nhiên | Đinh Đinh              | 03:07      |
| 3.  | "Đêm chưa tàn - 未央夜"            | Trịnh Chí Hoán | Châu Phú Kiên    | Viên Dã                | 03:57      |
| 4.  | "Số mệnh - 宿命"                   | Nghi Bảo       | Đoái Cảnh Lân    | Đặng Cổ                | 02:51      |
| 5.  | "Bên nhau - 一起"                  | Mạnh Linh Nam  | Triệu Bối Nhĩ    | Đinh Đinh              |            |

## Tỷ suất người xem
| Tỷ suất người xem của Đài truyền hình vệ tinh Hồ Nam Trung Quốc | Tỷ suất người xem của Đài truyền hình vệ tinh Hồ Nam Trung Quốc | Tỷ suất người xem của Đài truyền hình vệ tinh Hồ Nam Trung Quốc | Tỷ suất người xem của Đài truyền hình vệ tinh Hồ Nam Trung Quốc | Tỷ suất người xem của Đài truyền hình vệ tinh Hồ Nam Trung Quốc | Tỷ suất người xem của Đài truyền hình vệ tinh Hồ Nam Trung Quốc | Tỷ suất người xem của Đài truyền hình vệ tinh Hồ Nam Trung Quốc | Tỷ suất người xem của Đài truyền hình vệ tinh Hồ Nam Trung Quốc | Tỷ suất người xem của Đài truyền hình vệ tinh Hồ Nam Trung Quốc | Tỷ suất người xem của Đài truyền hình vệ tinh Hồ Nam Trung Quốc | Tỷ suất người xem của Đài truyền hình vệ tinh Hồ Nam Trung Quốc | Tỷ suất người xem của Đài truyền hình vệ tinh Hồ Nam Trung Quốc |
| Tập phim                                                        | Ngày phát sóng                                                  | CSM55 thành phố                                                 | CSM55 thành phố                                                 | CSM55 thành phố                                                 | CSM quốc gia                                                    | CSM quốc gia                                                    | CSM quốc gia                                                    | CSM16 cấp tỉnh                                                  | CSM16 cấp tỉnh                                                  | CSM16 cấp tỉnh                                                  | Ghi chú                                                         |
| Tập phim                                                        | Ngày phát sóng                                                  | Hiệu suất                                                       | Thị phần                                                        | Xếp hạng                                                        | Hiệu suất                                                       | Thị phần                                                        | Xếp hạng                                                        | Hiệu suất                                                       | Thị phần                                                        | Xếp hạng                                                        |                                                                 |
| --------------------------------------------------------------- | --------------------------------------------------------------- | --------------------------------------------------------------- | --------------------------------------------------------------- | --------------------------------------------------------------- | --------------------------------------------------------------- | --------------------------------------------------------------- | --------------------------------------------------------------- | --------------------------------------------------------------- | --------------------------------------------------------------- | --------------------------------------------------------------- | --------------------------------------------------------------- |
| 1 - 2                                                           | 28-01-2019                                                      | 0.882                                                           | 6.252                                                           | 5                                                               | 0.78                                                            | 6,41                                                            | 3                                                               | 0.658                                                           | 5.435                                                           | 3                                                               | [ 4 ]                                                           |
| 3 - 4                                                           | 30-01-2019                                                      | 0.786                                                           | 5.737                                                           | 5                                                               | 0.69                                                            | 5.95                                                            | 5                                                               | 0.666                                                           | 5.816                                                           | 3                                                               |                                                                 |
| 5 - 6                                                           | 05-02-2019                                                      | 0.59                                                            | 3.903                                                           | 1                                                               | 0.6                                                             | 4.49                                                            | 2                                                               | 0.599                                                           | 4.632                                                           | 1                                                               |                                                                 |
| 7 - 8                                                           | 06-02-2019                                                      | 0.6                                                             | 4.138                                                           | 5                                                               | 0.56                                                            | 4.43                                                            | 3                                                               | —                                                               | —                                                               | —                                                               |                                                                 |
| 9 - 10                                                          | 11-02-2019                                                      | 0.778                                                           | 5.628                                                           | 2                                                               | 0.54                                                            | 4.29                                                            | 3                                                               | 0.537                                                           | 4.391                                                           | 3                                                               |                                                                 |
| 11 -12                                                          | 12-02-2019                                                      | 0.72                                                            | 5.27                                                            | 7                                                               | 0.57                                                            | 4.79                                                            | 5                                                               | 0.525                                                           | 4.367                                                           | 3                                                               |                                                                 |
| 13 - 14                                                         | 13-02-2019                                                      | 0.797                                                           | 5.721                                                           | 5                                                               | 0.7                                                             | 5.87                                                            | 4                                                               | 0.677                                                           | 5.984                                                           | 3                                                               |                                                                 |
| 15 - 16                                                         | 18-02-2019                                                      | 0.858                                                           | 5.991                                                           | 4                                                               | 0.6                                                             | 4.66                                                            | 3                                                               | 0.503                                                           | 3.963                                                           | 3                                                               |                                                                 |
| 17 - 18                                                         | 19-02-2019                                                      | 0.76                                                            | 6.558                                                           | 2                                                               | 0.55                                                            | 5.7                                                             | 2                                                               | 0.441                                                           | 5.063                                                           | 2                                                               |                                                                 |
| 19 - 20                                                         | 20-02-2019                                                      | 0.654                                                           | 4.665                                                           | 7                                                               | 0.44                                                            | 3.69                                                            | 5                                                               | 0.367                                                           | 3.138                                                           | 6                                                               |                                                                 |
| 21 - 22                                                         | 25-02-2019                                                      | 0.698                                                           | 5.488                                                           | 7                                                               | 0.4                                                             | 3.94                                                            | 8                                                               | 0.42                                                            | 4.157                                                           | 4                                                               |                                                                 |
| 23 - 24                                                         | 26-02-2019                                                      | 0.636                                                           | 5.035                                                           | 7                                                               | 0.37                                                            | 3.59                                                            | 9                                                               | 0.395                                                           | 3.687                                                           | 4                                                               |                                                                 |
| 25 - 26                                                         | 27-02-2019                                                      | 0.639                                                           | 4.945                                                           | 7                                                               | 0.41                                                            | 3.95                                                            | 8                                                               | 0.431                                                           | 4.031                                                           | 4                                                               |                                                                 |
| 27 - 28                                                         | 04-03-2019                                                      | 0.718                                                           | 6.14                                                            | 7                                                               | 0.41                                                            | 4.54                                                            | 7                                                               | 0.464                                                           | 5.045                                                           | 4                                                               |                                                                 |
| 29 - 30                                                         | 05-03-2019                                                      | 0.671                                                           | 5.422                                                           | 9                                                               | 0.41                                                            | 4.33                                                            | 8                                                               | 0.446                                                           | 4.502                                                           | 6                                                               |                                                                 |
| 31 - 32                                                         | 06-03-2019                                                      | 0.597                                                           | 5.06                                                            | 9                                                               | 0.46                                                            | 4.87                                                            | 8                                                               | 0.376                                                           | 3.971                                                           | 7                                                               |                                                                 |
| 33 - 34                                                         | 11-03-2019                                                      | 0.575                                                           | 5.571                                                           | 8                                                               | 0.44                                                            | 5.58                                                            | 8                                                               | 0.393                                                           | 4.826                                                           | 6                                                               |                                                                 |
| 35 - 36                                                         | 12-03-2019                                                      | 0.646                                                           | 5.892                                                           | 7                                                               | 0.4                                                             | 4.74                                                            | 9                                                               | 0.435                                                           | 5.266                                                           | 6                                                               |                                                                 |
| 37 - 38                                                         | 13-03-2019                                                      | 0.653                                                           | 5.93                                                            | 7                                                               | 0.43                                                            | 4.86                                                            | 8                                                               | 0.456                                                           | 5.363                                                           | 6                                                               |                                                                 |
| 39 - 40                                                         | 18-03-2019                                                      | 0.68                                                            | 5.849                                                           | 7                                                               | 0.42                                                            | 4.71                                                            | 9                                                               | 0.475                                                           | 5.028                                                           | 6                                                               |                                                                 |
| 41 - 42                                                         | 19-03-2019                                                      | 0.636                                                           | 5.489                                                           | 8                                                               | 0.38                                                            | 4.12                                                            | 10                                                              | 0.443                                                           | 4.614                                                           | 7                                                               |                                                                 |
| 43 - 44                                                         | 20-03-2019                                                      | 0.604                                                           | 5.082                                                           | 7                                                               | 0.4                                                             | 4.26                                                            | 9                                                               | 0.392                                                           | 4.042                                                           | 7                                                               |                                                                 |
| 45 - 46                                                         | 25-03-2019                                                      | 0.636                                                           | 5.935                                                           | 5                                                               | 0.36                                                            | 4.37                                                            | 8                                                               | 0.378                                                           | 4.421                                                           | 6                                                               |                                                                 |
| 47 - 48                                                         | 26-03-2019                                                      | 0.621                                                           | 5.653                                                           | 6                                                               | 0.39                                                            | 4.51                                                            | 7                                                               | 0.42                                                            | 4.546                                                           | 6                                                               |                                                                 |
| 49 - 50                                                         | 27-03-2019                                                      | 0.665                                                           | 5.164                                                           | 6                                                               | 0.4                                                             | 5.45                                                            | 8                                                               | 0.421                                                           | 5.313                                                           | 6                                                               |                                                                 |
| 51 - 52                                                         | 01-04-2019                                                      | 0.532                                                           | 5.106                                                           | 8                                                               | 0.32                                                            | 3.87                                                            | 12                                                              | —                                                               | —                                                               | —                                                               |                                                                 |
| 53 - 54                                                         | 02-04-2019                                                      | 0.66                                                            | 6.111                                                           | 8                                                               | 0.39                                                            | 4.63                                                            | 7                                                               | 0.446                                                           | 5.083                                                           | 6                                                               |                                                                 |
| 55                                                              | 03-04-2019                                                      | 0.644                                                           | 5.906                                                           | 8                                                               | 0.44                                                            | 5.05                                                            | 7                                                               | 0.452                                                           | 5.078                                                           | 6                                                               |                                                                 |
| Xếp hạng trung bình                                             | Xếp hạng trung bình                                             | 0.675                                                           | 5.461                                                           | —                                                               |                                                                 |                                                                 | —                                                               |                                                                 |                                                                 | —                                                               |                                                                 |

Ghi chú:
1. Các tập có xếp hạng thấp nhất được hiển thị bằng màu xanh lam và các tập có xếp hạng cao nhất được hiển thị bằng màu đỏ

## Giải thưởng
| Giải thưởng                                                 | Hạng mục                          | Người được đề cử | Kết quả   | Tham khảo |
| ----------------------------------------------------------- | --------------------------------- | ---------------- | --------- | --------- |
| Kim Cốt Đóa - Liên hoan phim và truyền hình mạng lần thứ tư | Nam diễn viên chính xuất sắc nhất | Hứa Khải         | Đề cử     | [ 5 ]     |
| Kim Cốt Đóa - Liên hoan phim và truyền hình mạng lần thứ tư | Nữ diễn viên chính xuất sắc nhất  | Bạch Lộc         | Đề cử     | [ 5 ]     |
| Kim Cốt Đóa - Liên hoan phim và truyền hình mạng lần thứ tư | Diễn viên mới xuất sắc            | Tiêu Yến         | Đề cử     | [ 5 ]     |
| Baidu Fudian Awards                                         | 10 phim truyền hình hay nhất      |                  | Đoạt giải | [ 6 ]     |